# Nero Julius Caesar
Nero Julius Caesar (Germanicus) (6 - 33) was een zoon van Germanicus en Agrippina maior.

## Levensloop
Hij was getrouwd met zijn nicht Julia Drusi Caesaris. Hijzelf en zijn broer Drusus Julius Caesar waren de erfgenamen van Tiberius. 
In 29 werden Nero Julius Caesar en zijn moeder Agrippina maior door Lucius Aelius Seianus aangeklaagd, veroordeeld en opgesloten. Nero Julius Caesar werd verbannen naar een eiland waar hij in 33 overleed. Onduidelijk is of hij de hongerdood stierf dan wel op bevel werd vermoord.

## Voetnoten
1. ↑  Tac., Ann. IV 59 - VI 4; Suet., Tib. 53 - 54.